# Maßlensbach
Der Maßlensbach ist mit dem längeren rechten seiner beiden Oberläufe Heiligenbach zusammen ein über 3 km langer Waldbach auf der Gemarkung von Oberrot im Landkreis Schwäbisch Hall im  nordöstlichen Baden-Württemberg. Er mündet nach etwa nordöstlichem Lauf bei der Ebersberger Sägmühle von rechts in die mittlere Fichtenberger Rot.

## Name
Statt der hier übernommenen Namensform Maßlensbach findet man teilweise auch die Form Maßlesbach, in älteren Quellen auch Maslensbach oder Maslensbach/Maislensbach. Die Schreibvarianten sind wohl hinsichtlich e/en nur der auch sonst zu beobachtenden schwankenden Verschriftlichung des in der örtlichen dialektalen Namensform [ˈmaːsləsˌbax] auftretenden Schwas geschuldet, hinsichtlich ß/s ist wohl entscheidend, dass die das gewöhnliche s benutzenden Quellen von vor der Dudenschen Normierung stammen. Das in einem Falle vage zu lesende i könnte auch Teil der Kartenschraffur sein.

## Geographie

### Heiligenbach
Der längere rechte Oberlauf Heiligenbach entsteht aus zwei kurzen Quellbächen, die auf einer Höhe von etwa 505 m ü. NHN und 500 m ü. NHN im Rand des Heiligenwalds rechts der Waldstraße von Wolfenbrück im Süden nach Marbächle entspringen, wenig nordöstlich bzw. östlich des kleinen Hochebenenhöckers Steinbühl. Beide Bäche laufen in einer sich rasch eintiefenden Klinge ostnordost- bzw. nordostwärts, der längere linke Quellbach durchläuft nacheinander zwei recht kleine Waldteiche, nach jeweils rund einem halben Kilometer Lauf fließen sie auf etwa 473 m ü. NHN zusammen. Ab hier zieht dann der Heiligenbach schon in Richtung der Achse des Maßlensbachs nordöstlich durch seine Klinge im Heiligenwald, bis er sich mit dem von links kommenden, kleineren Bach aus der Dexelklinge vereint. Mit seinem wenig längeren und linken Quellbach gerechnet, hat der Heiligenbach eine Länge von 1,2 km und ein Einzugsgebiet von etwa 0,9 km². 

### Bach aus der Dexelklinge
Der linke Oberlauf aus der Dexelklinge ist dagegen nur 0,7 km lang und entwässert ein Gebiet von nur etwa 0,2 km². Er entspringt auf etwa 495 m ü. NHN am Waldhang unter der Kammstraße nach Konhalden und zieht etwa ostnordöstlich, bis er gegenüber dem Flinsberg im Osten und südlich des Einzelanwesens Dexelhof auf ca. 451 m ü. NHN mit dem stärkeren Heiligenbach zusammenfließt, wo der an der Straße Wolfenbrück–Marbächle zwischen den Heiligenbachquellen ansetzende Waldweg den Talgrund erreicht.   

### Maßlensbach
Über den dort entstandenen Maßlensbach wechselt der Waldweg auf die rechte Seite der Achse Heiligenbach–Maßlensbach. Wenig abwärts mündet von links ein kleinerer Abfluss aus einem Reich nahe dem auf dem linken Hang stehenden Dexelhof, die diesen umgebende offene Hangflur reicht nun lange bis nahe an den Bachlauf heran. Weiter abwärts mündet ein recht naturnah gebliebener Bach mit einer auf dem offenen Hangteil begleitenden Galerie von Konhalden her. Die danach noch zufließenden Bäche und Gerinne sind alle deutlich kürzer als diese beiden etwa halbkilometrigen Nebenbäche.  
Wo der Wald wieder den gesamten linken Hang bedeckt, verlässt der Waldweg rechts des Baches das Tal hinauf zur Burggasse, dem Kamm zur nun im Osten schon recht nahen Fichtenberger Rot. Auf seinem hier recht tief eingekerbten Unterlauf in einer der für die Umgegend typischen Klingen läuft der Maßlensbach nordwärts unter dem Schlossrain des bald im Sporn Schlossbuckel auslaufenden kleinen Rückens zur Rechten. Zuletzt verlässt der Maßlensbach für die letzten knapp hundert Meter seines Laufs den Wald nahe der Ebersberger Sägmühle in die Rot-Aue hinaus, wo er auf etwa 365 m ü. NHN von rechts in die südostwärts fließende mittlere Fichtenberger Rot mündet, 3,1 km abwärts von der Heiligenbach-Quelle und 3,1 km abwärts des Zusammenflusses seiner Oberläufe. Der Strang Heiligenbach–Maßlensbach hat mithin ein mittleres Sohlgefälle von etwa 44 ‰.  

### Einzugsgebiet
Das Einzugsgebiet des Maßlensbachs liegt im Süden des Unterraums Mainhardter Wald des Naturraums Schwäbisch-Fränkische Waldberge und gehört auch dem Naturpark Naturpark Schwäbisch-Fränkischer Wald an. Er hat ein Einzugsgebiet von etwa 2,0 km² Größe, das sich von einer kleinen Waldwiese hinter dem kleinen Hochebenen-Höcker Steinbühl (ca. 525 m ü. NHN) nördlich von Wolfenbrück etwas oberhalb des Heiligenbach-Ursprungs ungefähr 2,5 km weit nach Nordosten bis zur Mündung erstreckt. Quer dazu ist es allenfalls wenig über 1,0 km breit. Es ist zu etwa sieben Achteln bewaldet; offen und wiesenbedeckt ist nur ein Teil des linken Hangs um den Dexelhof und den Brennhof sowie zwei kleinere Flächenteile der Waldwiese am Heiligenbach-Ursprung und der Rot-Aue an der Mündung. Die zwei höchsten Punkte liegen auf dem Flinsberg (534,8 m ü. NHN) rechts dem Dexelhof gegenüber und auf einem anonymen Waldhöcker in der Buchreute (533,6 m ü. NHN) an der Waldwiese. Der einzige Siedlungsplatz ganz im Einzugsgebiet ist der Dexelhof links am Hang kurz nach dem Zusammenfluss der Oberläufen; weiter abwärts liegt auf derselben Seite erst der Weiler Konhalden dicht hinter der Wasserscheide und dann der Brennhof auf ihr. In der Rot-Aue liegt dann mündungsnah die Ebersberger Sägmühle dicht hinter der rechten Wasserscheide; alle gehören der Gemeinde Oberrot an.
An die lange nordwestliche Einzugsgebietsgrenze stößt außen lange das Einzugsgebiet des Heiligenbachs, dann mündungsnäher das eines kurzen Klingenbachs, der wie dieser dem an der Unteren Kornberger Sägmühle kurz vor dem Maßlensbach in den Kocher-Zufluss Fichtenberger Rot mündenden Mühlbach zuläuft. Hinter der langen südöstlichen Wasserscheide, die erst von der Mündung auf die Spornkuppe des Schlossbuckels (442,4 m ü. NHN) ansteigt und danach über den Gipfel des Flinsbergs zieht, konkurrieren nacheinander erst die Fichtenberger Rot selbst, dann fortlaufend länger werdende Bäche zu ihr, darunter zuletzt der Wimbach und der Fronbach. Wenig jenseits der morphologisch kaum auffälligen kurzen südwestlichen Wasserscheide über der Heiligenbach-Quelle entspringen die obersten Quellläufe von Fornsbach und dann des großen Trauzenbach-Zuflusses Siegelsbach, die beide zur Murr hin entwässern, weshalb dieser Abschnitt der Einzugsgebietsgrenze gleichwohl hydrologisch der bedeutendste ist.

### Zuflüsse und Seen
Liste der Zuflüsse und  Seen von der Quelle zur Mündung. Gewässerlänge, Seefläche, Einzugsgebiet und Höhe nach den entsprechenden Layern auf der Onlinekarte der LUBW. Andere Quellen für die Angaben sind vermerkt.
Zusammenfluss des Maßlensbachs auf ca. 451 m ü. NHN am Westfuß des Flinsbergs.
- Heiligenbach, rechter und südwestlicher Oberlauf, 1,2 km und ca. 0,9 km². Entsteht auf etwa 505 m ü. NHN im Heiligenwald neben der Straße von Wolfenbrück nach Marbächle gegenüber der Lichtung nördlich des Steinbühls.
  -  Durchfließt auf über 485 m ü. NHN einen Teich im Heiligenwald neben dem Waldweg durchs Mitteltal, 0,1 ha.
  -  Durchfließt auf etwa 478 m ü. NHN einen Waldteich, unter 0,1 ha.[LUBW 6]
  - (Anderer Oberlauf des Heiligenbachs), von rechts und Südosten auf etwa 473 m ü. NHN im Heiligenwald, ca. 0,4 km[LUBW 7] und unter 0,2 km²; der Hauptast ist bis hierher etwas länger und einzugsgebietsreicher. Entsteht auf knapp 500 m ü. NHN im Rand des Heiligenwald.
- (Bach aus der Drexelklinge), linker und westsüdwestlicher Oberlauf, 0,7 km und ca. 0,2 km². Entsteht auf etwa 495 m ü. NHN im nördlichen Heiligenwald.
  -  Durchfließt auf rund 455 m ü. NHN einen Waldteich, unter 0,1 ha.[LUBW 6]
- (Unbeständiger Klingenbach), von links und Westnordwesten etwa hundert Meter weiter, ca. 0,5 km[LUBW 7] und ca. 0,2 km².
  -  Entfließt auf etwa 485 m ü. NHN einem Teich in einem Flureck westlich des Dexelhofes, ca. 0,1 ha.[LUBW 8]
- (Bach), von links und Nordwesten auf unter 430 m ü. NHN südlich des Brennhofs im Talwald, ca. 0,4 km[LUBW 7] und ca. 0,1 km². Entsteht auf unter 430 m ü. NHN nahe an Konhalden.
  - (Hangquellabfluss), von rechts und Osten auf etwa 440 m ü. NHN schon nach der Waldgrenze, ca. 0,1 km[LUBW 7] und deutlich unter 0,1 km². Die Quelle liegt auf etwa 460 m ü. NHN unterm Weg von Konhalden zum Dexelhof.
- (Waldklingenbach), von rechts und Süden auf etwa 413 m ü. NHN> südöstlich des Brennhofs, ca. 0,2 km[LUBW 7] und ca. 0,1 km². Unterhalb des Teichs unbeständig.
  -  Entfließt auf etwa 470 m ü. NHN einen Teich am Waldrand am Nordosthang des Flinsbergs, 0,1 ha.
- (Zwei Waldhangbäche), von rechts und Südwesten kurz nacheinander auf unter 385 m ü. NHN gegenüber dem Schlossbuckel mit dem Burgstall Schlossbuckel, beide 0,1–0,2 km[LUBW 7] und deutlich unter 0,1 km². Die Quelle liegen auf etwa 450–460 m ü. NHN am Abhang ostnordöstlich des Brennhofs.

Mündung des Maßlensbachs von rechts und zuletzt etwa Süden auf etwa 365 m ü. NHN bei der Ebersberger Sägmühle in die „Fichtenberger“ Rot. Der Bach ist hier ab dem Ursprung des längeren Oberlaufs Heiligenbachs 3,2 km lang, auf dem Namenslauf ab dessen Zusammenfluss mit dem Bach aus der Dexelklinge 1,9 km, er hat ein Einzugsgebiet von ca. 2,0 km².

## Geologie
Das Einzugsgebiet des Maßlensbachs liegt größtenteils innerhalb der hier meist um einen Kilometer breiten, von Westsüdwesten nach Ostnordosten verlaufenden Neckar-Jagst-Furche. Alle Oberläufe entspringen im Stubensandstein (Löwenstein-Formation), der auf dem größten Teil des Einzugsgebietes ansteht. Links in etwas Abstand vom Heiligenbach-Oberlauf und später auch vom Oberlauf aus der Drexelklinge streicht auf den Hochlagen noch die jüngeren Schichten des Knollenmergels (Trossingen-Formation) aus, ganz am Rande des Einzugsgebietes erreicht die Schichtenfolge sogar noch den unteren Schwarzen Jura in Gestalt der östlichsten der sich durch den Mainhardter Wald und die Löwensteiner Berge nach Westnordwesten ziehenden Kette von Schwarzjura-Kuppen. Unmittelbar links des Bachs aus der Drexelklinge liegt über dem Stubensandstein eine kleine Zone abgerutschten Materials aus tektonisch höheren Schichten. Der Talboden erreicht die tieferen Keuperschichten erst östlich des Brennhofs, etwa wo der Maßlensbach sich auf Nordlauf wendet. Auf den letzten drei Viertelskilometer Lauf von hier an durchteuft der Bach dann in schneller Folge die darunterliegenden Mittelkeuper-Schichten bis wenigstens in die Unteren Bunten Mergeln (Steigerwald-Formation). Ob er zuletzt auch noch die lokale Schichtgrenze des Gipskeupers (Grabfeld-Formation) erreicht, der im Tal der Fichtenberger Rot vor wie nach der querenden Furchenzone am Hangfuß ausstreicht, ist nach den benutzen Quellen nicht ersichtlich, weil die Rot in einem breiten Auensedimentstreifen verläuft, in dem der Maßlensbach hier mündet.
Die Wasserscheide rechts des Maßlensbachs zieht über einen der zwei Gipfel des Flinsbergs (535 m ü. NHN), auf dem einige große Feuersteinblöcke liegen, deretwegen der Gipfel auch Naturdenkmal ist.

## Natur und Tourismus
Der Maßlensbach ist von seinem Zusammenfluss an bis zu seiner Nordwende auf gut einem Kilometer Länge sehr naturnah geblieben. Das klare Bachwasser fließt mit kleinen Richtungswechseln in einem 0,5–1,5 m breiten, meist steil eingeschnittenem Bachbett über eine steinige, blockschuttreiche Sohle auf der zuweilen große Steinblöcke liegen. Am Lauf steht überwiegend Laubholz.
Ein Wander- und Radweg von Wolfenbrück im Südwesten zur Ebersberger Sägmühle läuft bis zum Zusammenfluss der Quellbäche meist zwischen diesen, danach lange dicht rechtsseits des Maßlensbachs. An diesem Zusammenfluss quert ihn ein Wanderweg von Grab im Westnordwesten Oberrot im Ostsüdosten, ein von diesem auf der Hochebene abgehender Stichweg erschließt den Gipfel des Flinsbergs.

### LUBW
Amtliche Online-Gewässerkarte mit passendem Ausschnitt und den hier benutzten Layern: Lauf und Einzugsgebiet des Maßlensbachs

Allgemeiner Einstieg ohne Voreinstellungen und Layer: Daten- und Kartendienst der Landesanstalt für Umwelt Baden-Württemberg (LUBW) (Hinweise)
1. 1 2 3 4 5  Höhe nach dem Höhenlinienbild auf dem Hintergrundlayer Topographische Karte.
2. 1 2 3 4 5  Länge nach dem Layer Gewässernetz (AWGN).
3. 1 2 3  Einzugsgebiet abgemessen auf dem Hintergrundlayer Topographische Karte.
4. 1 2 3 4 5  Höhe nach schwarzer Beschriftung auf dem Hintergrundlayer Topographische Karte.
5. ↑  Seefläche nach dem Layer Stehende Gewässer.
6. 1 2  Seefläche nach dem Layer Biotop.
7. 1 2 3 4 5 6  Länge abgemessen auf dem Hintergrundlayer Topographische Karte.
8. ↑  Seefläche abgemessen auf dem Hintergrundlayer Topographische Karte.
9. ↑  Naturbeschreibung des Bachlaufs nach dem Layer Biotop.

### Andere Belege
1. ↑  Quellen und Schreibweisen:
  - Maßlensbach: LUBW-Karte, Layer Gewässernetz und Gewässername
  - Maßlesbach: LUBW-Karte, Beschriftung auf Hintergrundkarte Topographische Karte
  - Maslensbach: Kapitel 15 zu Oberrot der Beschreibung des Oberamts Gaildorf von 1852, Ausführung zur Ebersberger Sägmühle dort
  - Maslensbach/Maislensbach: Topographischer Atlas des Königreichs Württemberg, Blatt Hall (PDF, 15,7 MiByte)
2. ↑  Wolf-Dieter Sick: Geographische Landesaufnahme: Die naturräumlichen Einheiten auf Blatt 162 Rothenburg o. d. Tauber. Bundesanstalt für Landeskunde, Bad Godesberg 1962. → Online-Karte (PDF; 4,7 MB)
3. ↑  Geologie nach der unter → Literatur aufgeführten geologischen Karte. Einen gröberen Überblick verschafft auch: Mapserver des Landesamtes für Geologie, Rohstoffe und Bergbau (LGRB) (Hinweise)
4. ↑  Geotopsteckbrief der Flinsberggipfel auf der Website des Landesamtes für Geologie, Rohstoffe und Bergbau (LGRB) (PDF, 882 kByte).